# 지가와주

지가와주의 위치

지가와주(영어: Jigawa State)는 나이지리아의 북부에 있는 주로, 주도는 두체이다. 면적은 23,154km2이며, 인구는 2,829,929명(1991년)이다. 1991년 8월 27일 카노주에서 분리되어 신설되었다. 서쪽으로는 카노주와 카치나주, 북동쪽으로는 요베주, 동쪽으로는 바우치주와 접하며 북쪽으로는 니제르와 국경을 접한다.